# Copa Billie Jean King de 2023
A Copa Billie Jean King de 2023 foi a 60ª edição do mais importante torneio entre países do tênis feminino.

## Finais

### Qualificatório
As equipes vencedoras se classificam para a fase de grupos, em novembro. As perdedoras jogam a repescagem na mesma data, mas para ascender ao qualificatório ou serem rebaixadas ao zonal do ano seguinte.
Datas: 14 e 15 de abril de 2023.
| Cidade       | Piso             | C | Equipe mandante | C | Equipe visitante | Resultado |
| ------------ | ---------------- | - | --------------- | - | ---------------- | --------- |
| Marbella     | saibro           | 1 | Espanha         |   | México           | 3–1       |
| Antália      | saibro           |   | Ucrânia         | 2 | Chéquia          | 1–3       |
| Coventry     | duro (coberto)   |   | Grã-Bretanha    | 3 | França           | 1–3       |
| Vancouver    | duro (coberto)   | 4 | Canadá          |   | Bélgica          | 3–2       |
| Delray Beach | duro             | 5 | Estados Unidos  |   | Áustria          | 4–0       |
| Bratislava   | duro (coberto)   | 6 | Eslováquia      |   | Itália           | 2–3       |
| Stuttgart    | saibro (coberto) | 7 | Alemanha        |   | Brasil           | 3–1       |
| Astana       | saibro (coberto) | 8 | Cazaquistão     |   | Polónia          | 3–1       |
| Koper        | saibro           |   | Eslovénia       | 9 | Roménia          | 3–2       |

### Fase de grupos
Doze equipes disputam o troféu em Sevilha, divididas em quatros grupos. Classificam-se para as semifinais a líder de cada grupo.
Datas: 7 a 12 de novembro de 2023.
Estes foram os confrontos da fase eliminatória:
|  | Semifinal      | Semifinal |                |   | Final | Final |
|  |                |           |                |   |       |       |
|  | 11 de novembro |           |                |   |       |       |
|  |                |           |                |   |       |       |
|  | Chéquia        | 1         |                |   |       |       |
|  | Chéquia        | 1         | 12 de novembro |   |       |       |
|  | Canadá         | 2         |                |   |       |       |
|  | Canadá         | 2         | Canadá         | 2 |       |       |
|  | 11 de novembro |           | Canadá         | 2 |       |       |
|  |                | Itália    | 0              |   |       |       |
|  | Eslovénia      | Itália    | 0              | 0 |       |       |
|  | Eslovénia      |           |                | 0 |       |       |
|  | Itália         | 2         |                |   |       |       |
|  | Itália         | 2         |                |   |       |       |

## Play-offs
Fase em que se enfrentam as equipes derrotadas do Qualificatório e as promovidas dos zonais para definir suas posições na próxima edição. As vencedoras jogam o qualificatório para as Finais, e as derrotadas voltam aos zonais, ambas na edição de 2024.
Datas: 10 a 11 de novembro de 2023.
| Cidade     | Piso             | C | Equipe mandante | C | Equipe visitante | Resultado |
| ---------- | ---------------- | - | --------------- | - | ---------------- | --------- |
| Bratislava | duro (coberto)   | 1 | Eslováquia      |   | Argentina        | 3–1       |
| Charleroi  | duro (coberto)   | 2 | Bélgica         |   | Hungria          | 3–1       |
| Londres    | duro (coberto)   | 3 | Grã-Bretanha    |   | Suécia           | 3–1       |
| Brasília   | saibro           | 4 | Brasil          |   | Coreia do Sul    | 4–0       |
| Vilnius    | duro (coberto)   | 5 | Ucrânia         |   | Países Baixos    | 3–1       |
| Kraljevo   | saibro (coberto) |   | Sérvia          | 6 | Roménia          | 0–4       |
| Tóquio     | duro (coberto)   | 7 | Japão           |   | Colômbia         | 3–2       |
| Schwechat  | saibro (coberto) |   | Áustria         | 8 | México           | 2–3       |